# Budinščak
Budinščak is een plaats in de gemeente Donja Voća in de Kroatische provincie Varaždin. De plaats telt 150 inwoners (2001).